# Ікона Божої Матері «Утамуй Моя Печалі»

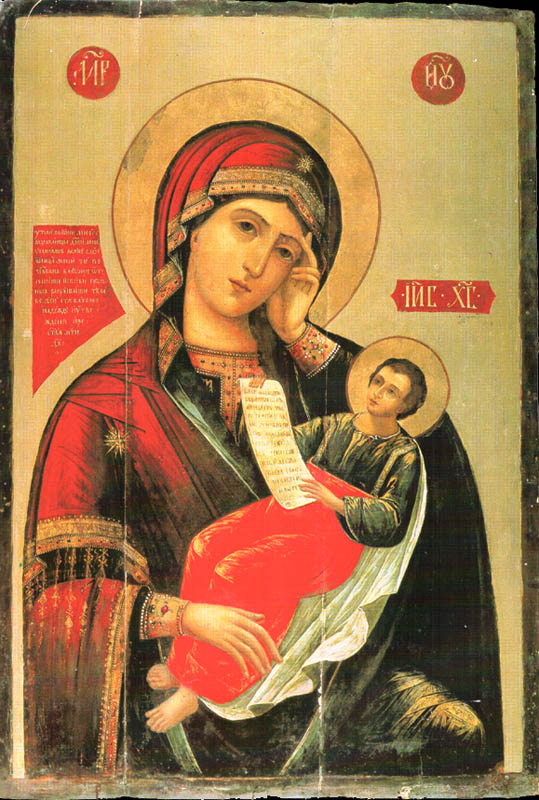
Ікона Божої Матері «Утамуй Мої Печалі»

Ікона Божої Матері «Утамуй Мої Печалі» — чудодійна ікона, що знаходиться в храмі в ім'я святителя Миколи, «що в Кузнецях» (Миколо-Кузнецький). 

## Опис
На іконі Богоматір зображена тримаючою правою рукою Немовля Христа, у Якого в руках розгорнений сувій із словами: 
|  | Суд праведний судите, милість і щедроти творите кийждо щирому своєму; вдову і серові не чиніть насильство і злість братові своєму в серці не творите. |

 Ліву руку Богоматір приклала до Своєї голови, декілька схиленою набік, ніби вона прислухається до молитов тих всіх, що звертаються до Неї в печалях і скорботі.

## Історія
Принесена до Москви козаками в 1640 році в царювання Михайла Феодоровича і поміщена в храмі святителя Миколи на Пупишах в Садовніках. Унаслідок неодноразових перебудов храму, ікона опинилася на дзвіниці. 

Шанування ікони як чудотворною почалося після зцілення від неї розслабленої жінки. Хвора, що жила далеко від Москви, довгі роки страждала тяжкою недугою: у неї хворіли всі члени тіла, особливо ноги, так що вона не могла ходити. Доведена хворобою до повної знемоги, вона вже не сподівалася видужати. Різні медичні засоби вже не приносили їй бажаного зцілення. Одного разу, коли хвора була в забутті, вона побачила ікону Божої Матері і почула від неї голос: 
|  | Вели везти себе до Москви. Там в Пупишеві, в церкві святителя Миколи, є образ «Утамуй Моя Печалі»; молися перед ним і отримаєш зцілення. |

В Москві хвора оглянула всі ікони в храмі в ім'я святителя Миколи Чудотворця, але не знайшла тієї, яка з'явилася їй в баченні. Тоді священик попросив принести з дзвіниці старі ікони, що знаходилися там. Коли внесли ікону «Утамуй Моя Печалі», хвора раптом скрикнула: «Вона! Вона!» — і перехрестилася. Після молебню вона приклалася до ікони і встала з одру абсолютно здоровою.
Це диво сталося 25 січня (5 лютого) 1760 року. З того дня здійснюється святкування на честь ікони Божої Матері «Утамуй Моя Печалі». На той час відноситься і складання служби з акафістом, вперше надрукованим в 1862 році.

## Списки
З ікони зробили список, який поставили в прибудові Микільського храму в Пупишах. У цьому храмі зберігалися письмові свідоцтва про численні чудотворіння, по молитвах Божої Матері від Її чудотворного образу. Особливі багато чудес відбулося під час чуми 1771 року. Пізніше ці свідоцтва були знищені вогнем під час пожежі.
З часом було написано ще декілька списків з ікони «Утамуй моя печалі». У Москві прославилися чудотворіннями однойменні ікони в чотирьох храмах: 
- в ім'я святого Йоана Хрестителя, що на Покровці;
- в ім'я святих апостолів Петра та Павла на Ново-Басманній;
- в ім'я святителя Тихона Амафунського біля Арбатських воріт;
- в ім'я преподобного Сергія, «що на Рогозькій».

У 1765 році один чудотворний список з ікони був перенесений з Москви до Петербургу купцем Роговиком. Він знаходився в храмі того, що Піднесення Господня.